# Броунов, Пётр Иванович
Пётр Иванович Броунов (1852/1853—1927) — русский географ и метеоролог, профессор Киевского и Санкт-Петербургского университетов, член-корреспондент Петербургской Академии наук (1916). Разработчик методов предсказания движения циклонов по изменению атмосферного давления, понятия «наружной оболочки Земли».

## Биография
Родился 21 декабря 1852 (2 января 1853) года в Санкт-Петербурге.
Учился в Ларинской гимназии (1864—1871), которую окончил с золотой медалью. В 1875 году окончил математическое отделение физико-математического факультета Санкт-Петербургского университета.
В 1877 году занял в Главной физической обсерватории должность старшего наблюдателя и физика отделения метеорологического бюллетеня.
С 1881 года преподавал математику, физику и космографию в 1-м кадетском корпусе и Мариинской женской гимназии.
Защитив диссертацию «Поступательное движение циклонов и антициклонов в Европе и в особенности в России», получил 25 апреля 1882 года степень магистра и в конце того же года поступил приват-доцентом в Петербургский университет. В феврале 1886 года получил премию профессора Ильенкова (500 pублей) за сочинение на тему, предложенную физико-математическим факультетом: «Законы поступательного движения циклонов и антициклонов в России и предсказание погоды». Степень доктора физической географии он получил в сентябре 1886 года, после защиты диссертации «Временные барометрические максимумы в Европе».
В 1887 году был направлен Петербургским университетом в командировку в Европу. После возвращения в 1889 году стал лауреатом Ломоносовской премии за сочинения по метеорологии. В 1889 году начал читать лекции по физике и метеорологии на Бестужевских курсах.
В 1890 году переехал в Киев; 1 декабря 1890 года был утверждён в звании ординарного профессора университета Св. Владимира. В 1895 году был назначен членом Учёного комитета Министерства земледелия и заведующим метеорологическим бюро Министерства земледелия.
С 1900 года — профессор Санкт-Петербургского университета. В 1903—1905 годах был редактором-издателем Вестника и библиотеки самообразования — научно-популярного журнала по всем отраслям знания.
Получил звание заслуженного профессора Петроградского университета (не позже 1908). С 3 декабря 1916 года — член-корреспондент Петербургской Академии наук.
Участвовал в редактировании «Библиотеки Естествознания» (15 тт.) и «Библиотеки самообразования» (61 тт.); автор ряда статей в «Энциклопедическом словаре Брокгауза и Ефрона».
Умер 24 апреля 1927 года в Ленинграде.

## Память
В честь П. И. Броунова названы:
- острова Броунова, группа из трёх островов в архипелаге Земля Франца-Иосифа (острова открыты в 1933 году экипажем зверобойного судна «Смольный», название присвоено в 1953—1955 гг.);
- гора Броунова в Антарктиде (Земля Королевы Мод, 71°57′ ю.ш., 14°19′ в.д., гора открыта и нанесена на карту в 1961 году Советской Антарктической экспедицией, название присвоено в 1966 году);
- ледник Броунова (Баренцево море, Новая Земля, ледник нанесён на карту в 1913 году Г. Я. Седовым, им же было присвоено название).